# 大岩八幡神社
大岩八幡神社（だいいわはちまんじんじゃ）は大阪府茨木市大岩に鎮座する八幡神社。

## 祭神
- 応神天皇

## 概要
大岩地区の鎮守社。現存の棟札から寛永17年（1640年）までは遡ることができる。

## 五輪塔

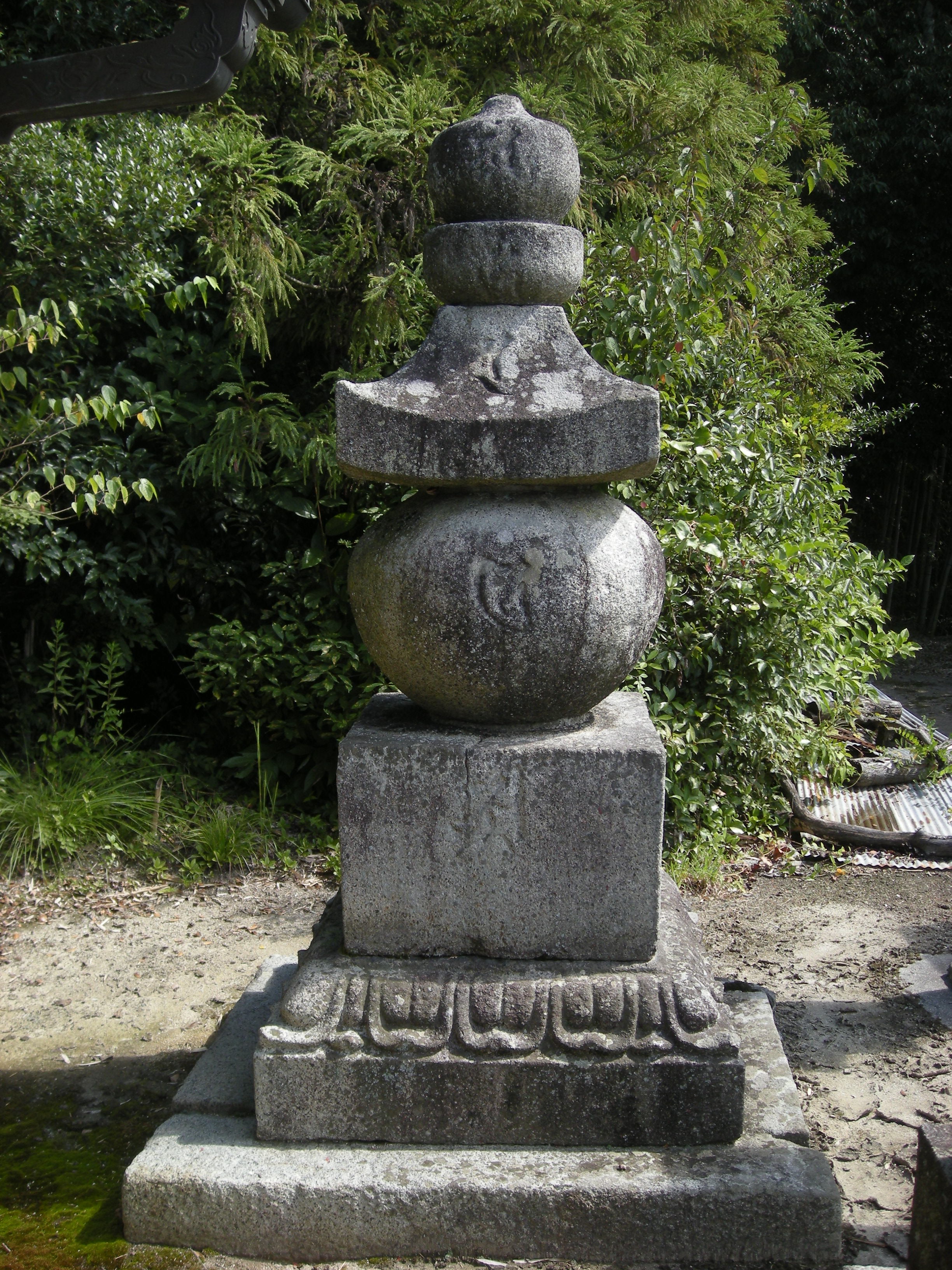
五輪塔

茨木市指定文化財　建造物　第1号（平成10年4月1日指定）
高さ2.2ｍの地元産花崗閃緑岩。
正面に「大日報身真言」の真言（風・空・火・水・地）の梵字を刻み、地輪正面には、梵字アを挟んで「八万四千人　勧進之沙門　／權少僧□圓□　文安三年□三月日」と2行ある。
文安3年（1445年）に勧進僧によっ大勢の人びとの結縁により建立された作善塔と考えられる。